# 문추

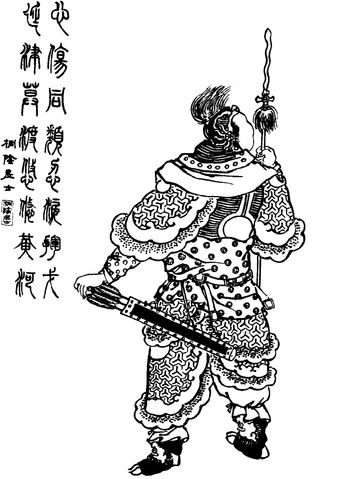

문추(文醜, ? ~ 200년)는 중국 후한 말의 무장이다.
배잠(裴潛)은 문추가 원소군에서 용맹함이 삼군(三軍) 중에 으뜸이었으며 원소가 대장으로 임명한 인물이라 평했다.

## 생애
원소(袁紹)를 섬겼다. 관도 대전을 앞두고 반전파인 공융이 안량과 함께 원소의 맹장이라고 했으며, 주전파인 순욱은 필부의 용맹일 뿐이라고 했다.
건안(建安) 5년(200년) 2월, 안량(顔良)이 백마(白馬)에서 전사하자 원소는 기병대장으로서 문추를 유비와 함께 연진(延津)으로 보내 조조(曹操)의 진영을 공격하게 하였다. 이에 조조는 순유(荀攸)의 진언에 따라 수송대를 미끼로 사용해 문추 군을 유인했고, 과연 문추 군은 치중을 쫓아 흩어져 진이 어지러워졌다. 이때 조조가 6백 기를 거느리고 공격하자 문추 군은 격파당했으며 문추도 패사했다.

## 《삼국지연의》 속 문추
제5회에서 원소가 반동탁연합군에 참전해, 안량과 문추가 아직 오지 않았으니 화웅을 당해낼 자가 없다고 탄식하는 것이 첫 언급이며, 제6회에서 문추와 함께 원소를 시위하는 장면이 나온다. 본격적인 활약은 원소가 한복에게서 기주를 탈취하고 공손찬(公孫瓚)과 다투는 제7회며, 공손찬을 몰아붙여 거의 죽일 뻔 했으나 조자룡에게 저지당해 50여 합을 겨루다 공손찬의 원군이 와 공손찬을 놓쳤다. 이후 연진 전투 때에는 의형제 안량의 원수를 갚기 위해 유비(劉備)를 자신의 부장으로 삼아 출전해 서황과 장료를 패주시키지만 조조에게 몸을 의탁하고 있었던 관우(關羽)에게 살해당한다.

## 같이 보기
- 삼국지 인물 목록